# بویرن (کوخم-تسل)
بویرن (به آلمانی: Beuren) یک شهر در آلمان است که در کوخم-تسل واقع شده‌است. بویرن ۴۷۸ نفر جمعیت دارد.